# Pirie-Halbinsel
Die Pirie-Halbinsel ist eine schmale und 5 km lange Halbinsel an der Nordküste von Laurie Island im Archipel der Südlichen Orkneyinseln. Sie trennt die Jessie Bay im Westen von der Browns Bay im Osten. Ihr nördlicher Endpunkt ist Kap Mabel.
Teilnehmer der Scottish National Antarctic Expedition (1902–1904) kartierten die Halbinsel im Jahr 1903. Expeditionsleiter William Speirs Bruce benannte sie nach James Hunter Harvey Pirie (1878–1965), Chirurg und Geologe dieser Forschungsreise.